# Frank Geyer
Frank Geyer (28 de julho de 1853 – 4 de outubro de 1918) foi um detetive estadunidense da Filadélfia, Pensilvânia mais conhecido por capturar H. H. Holmes, um dos primeiros assassinos em série identificados e executados nos Estados Unidos. Geyer era membro da famosa  agência de detetives Pinkerton e investigou os crimes de Holmes. Ele publicou a história em seu livro O Caso Holmes-Pitezel: a história do maior crime do século e da busca pelas crianças Pitezel.
No livro best-seller de 2003 O Diabo na Cidade Branca Frank Geyer é descrito como um "homem grande com um rosto agradável e sincero".  Sua esposa e filha foram mortas em um incêndio pouco tempo antes que ele começasse a investigar o caso de Holmes. 
Filho de Reuben K. Geyer e Camilla Buck, Frank Geyer morreu aos 65 anos de idade devido a complicações decorrentes de doença do coração e centenas de policiais e detetives compareceram ao seu funeral .

## O Caso Holmes-Pitezel
Os crimes de H. H. Holmes começaram em Chicago em 1893, quando ele abriu um hotel chamado The World’s Fair Hotel para a Feira Mundial de Chicago. O prédio, construído por Holmes, mais tarde viria a ser conhecido como o “Castelo do Assassinato” por causa da estrutura desenhada por ele para os dois andares superiores, usada para torturar e matar muitas de suas vítimas. Em um artigo de 1937 o jornal Chicago Tribune descreveu o local: "Havia salas que não tinham portas. Havia portas que não davam em lugar algum. A misteriosa mansão era um reflexo da própria mente distorcida de seu idealizador. Naquele lugar ocorreram atos obscuros e misteriosos" 

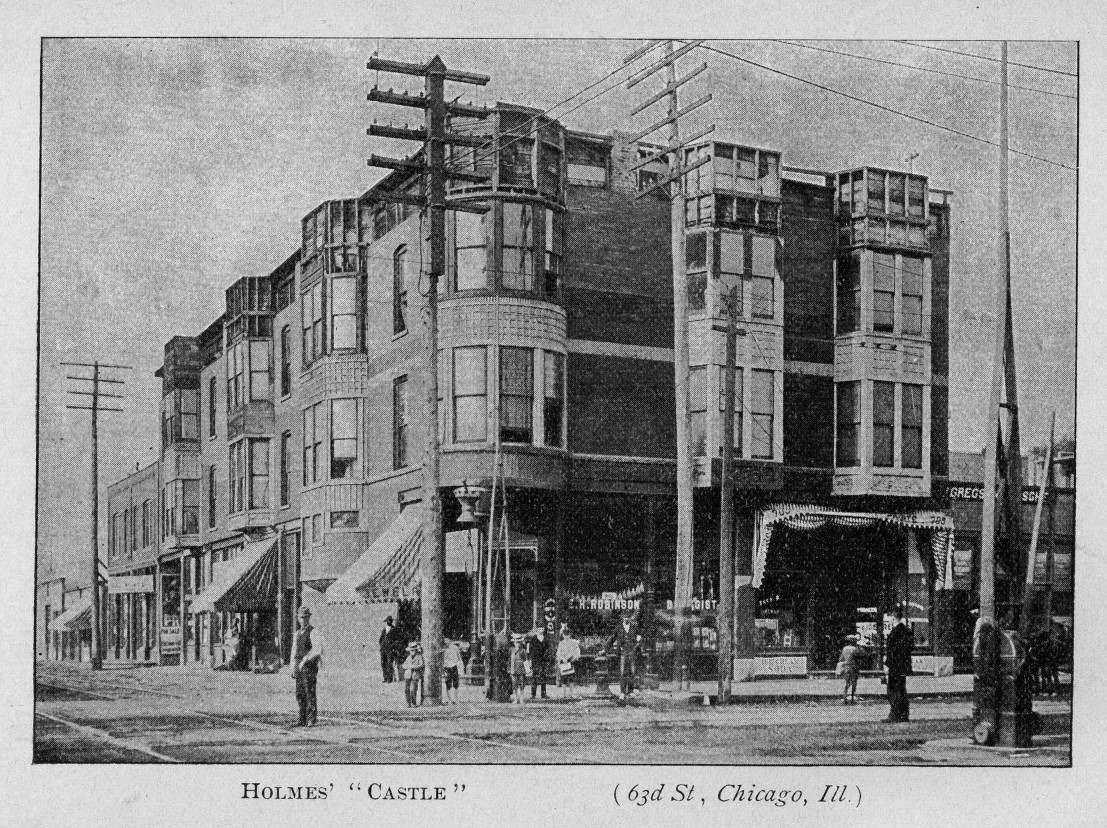
O “Castelo do Assassinato” de H. H. Holmes

Agentes da agência Pinkerton prenderam Holmes pela primeira vez em 1894, em Boston, por fraudes cometidas por ele na Filadélfia. Frank Geyer foi encarregado de investigar o caso e as pistas o levaram ao Meio-Oeste americano e a Toronto, no Canadá, onde ele encontrou os restos mortais de duas das crianças Pitezel.  Eram as duas filhas de Benjamin Pitezel, sócio de Holmes em suas atividades criminosas, que ele havia assassinado a fim de fraudar seu seguro de vida. Pitezel, no entanto, estava envolvido apenas em fraude e não tinha conhecimento dos assassinatos.
A investigação inicial estava centrada nas acusações de fraude, mas logo ficou evidente que Holmes havia assassinado Pitezel. Em junho de 1895 Frank Geyer deixou a Filadélfia para refazer os passos de Holmes. Suas descobertas em Toronto levaram a novas investigações no imóvel de Holmes em Chicago, o que selou seu destino. Geyer utilizou informações das cartas dos filhos de Pitezel que nunca foram enviadas e, por uma razão desconhecida, foram guardadas por Holmes. Frank Geyer continuou a sua investigação e encontrou os restos queimados de Howard Pitezel, o terceiro filho, em uma casa que Holmes havia alugado em Irvington, Indianápolis. 
Holmes foi considerado culpado de quatro acusações de assassinato em primeiro grau e seis acusações de tentativa de assassinato e executado em maio de 1896 aos 34 anos. O número total de vítimas é estimado em cerca de 200. 
Naquele mesmo ano, Frank Geyer publicou o livro que detalha o caso. Ele descreveu a história como "uma dos mais maravilhosas [sic] dos tempos modernos". 